# Byfåne
Byfåne är en nedsättande benämning på en person med någon form av psykisk störning, inte sällan en utvecklingsstörning, eller med någon annan form av social avvikelse, som är känd av sin omgivning.
Tillmälet är vanligare i mindre orter eller på landsbygden där man på gott och ont lättare blir känd av sin omgivning.
Uttrycket får dock anses vara föråldrat idag, mycket för att samhället utvecklas och därmed förståelsen och toleransen för olika handikapp.
I Sverige är ordet belagt sedan 1949 och förknippas särskilt med skådespelaren Bengt Lindström i rollen som byoriginalet Jonas i de första omgångarna av Bengt Bratts TV-serie Hem till byn (1971-76).